# Theoren Fleury
Pour les articles homonymes, voir Fleury.
Theoren Wallace Fleury (né le 29 juin 1968 à Oxbow dans la province de la Saskatchewan au Canada) est un joueur de hockey sur glace professionnel qui évoluait au poste d'ailier droit.

## Carrière
Fleury a été choisi par les Flames de Calgary, en 166e position, lors du repêchage d'entrée dans la LNH 1987.
Considéré comme trop petit (1,67m) pour faire carrière dans la LNH, Fleury se révéla un attaquant puissant malgré son petit gabarit.
Il participe à la conquête de la coupe Stanley avec les Flames au terme de sa première saison dans la LNH. Pour sa première saison complète l'année suivante, il inscrit 31 buts et 35 aides. Fleury marque 104 points au cours de la saison 1990-1991 avec un record personnel de 51 buts et réussit à nouveau à atteindre le plateau des 100 points en 1992-1993. Au cours de la saison 1998-99, il apparaît que les Flames ne pourront pas conserver Fleury dans leur effectif la saison suivante en raison d'une demande salariale trop importante du joueur qui devient agent libre en fin de saison. Les Flames l'échangent avant la date limite contre René Corbet, Wade Belak et Robyn Regehr de l'Avalanche du Colorado. Il était, avant son échange, le dernier représentant des Flames à titre de champions de la coupe Stanley de 1989.
À son arrivée à Denver, Fleury joue 15 matches, inscrivant 10 buts et obtenant 14 mentions d'assistance en saison régulière, ainsi que 5 buts et 12 mentions d'assistance en 18 matches de séries. L'Avalanche ne lui offre cependant pas de contrat et, le 5 juillet 1999, il conclut un accord avec les Rangers de New York. Après trois saisons, il change à nouveau d'équipe pour aller jouer à Chicago pour les Blackhawks de Chicago pour la saison 2002-2003.
Cependant, des problèmes extra-sportifs le rattrapant, des problèmes de drogue font surface. Il semble s'en être affranchi à temps pour les Jeux olympiques, qu'il remporte avec l'équipe du Canada mais, en octobre 2002, il rechute et est suspendu pour six mois. Il entreprend la saison 2002-2003 après 25 matches de suspension mais, peu après, rate une séance d'entraînement, invoquant une «panne de réveil» puis, en janvier, est impliqué dans un incident dans une boîte de strip-tease à Columbus, Ohio. Il est à nouveau suspendu, en 2003, pour usage de stupéfiants.
Pour tenter de redorer son blason, il signe avec l'équipe des Thunder de Horse Lake, en Alberta (Canada) dans la North Peace Hockey League. Il joue son premier match le 22 janvier 2005 et inscrit un but et obtient trois mentions d'assistance.
Pour sa dernière saison de hockey, il signe avec les Belfast Giants évoluant en Elite Ice Hockey League (Royaume-Uni) où il débute le 15 octobre contre les Édimbourg Capitals marquant un coup du chapeau ainsi que 4 aides et se bagarrant contre Fredrik Oduya. Il est élu meilleur joueur du match. Mais bien qu'aidant les Giants pour le championnat, il est encore impliqué dans plusieurs incidents sur la patinoire, dont un lancer de palet en direction d'un arbitre et des propos injurieux envers les officiels lors d'un match. À l'issue du match, Fleury, qui ne s'est pas calmé, déclare en conférence de presse qu'il ne rejouera pas en EIHL, les officiels étant trop mauvais à ses yeux.
Il est quand même élu joueur de l'année par la British Ice Hockey Writers Association.
En septembre 2009, sa suspension est abolie par le commissaire de la LNH Garry Bettman et les Flames lui offrent un essai pour la saison 2009-2010. Dès le premier match de pré-saison, il donne la victoire à son équipe en marquant le seul but en tirs de barrage. Il n'est cependant pas retenu pour le reste du camp d'entrainement et est laissé libre par les Flames le 25 septembre 2009.
Il est propriétaire d'une entreprise familiale, la « Fleury's Concrete Coatings », qu'il a fondée avec son épouse et son frère.
Fleury a co-écrit Jouer avec le feu, une autobiographie best-seller publié en Octobre 2009, dans lequel il a révélé qu'il avait été agressé sexuellement par l'ancien entraîneur Graham James. Fleury a déposé une plainte pénale contre James, qui a ensuite plaidé coupable à des accusations d'agression sexuelle. Fleury est depuis devenu un défenseur des victimes d'abus sexuels et a développé une carrière comme un orateur public.

### Carrière internationale
Il représente le Canada au niveau international. Lors du championnat du monde junior 1987, alors que le Canada mène 4-2 face à l'URSS, une bagarre éclate entre Fleury et Pavel Kostitchkine. Cette bagarre va dégénérer et l'ensemble des deux équipes va participer à la première bagarre générale d'une édition de championnat du monde junior. À la suite de cet incident, la Fédération internationale de hockey sur glace décide de disqualifier les deux nations, infligeant des suspensions allant pour certains joueurs jusqu'à 18 mois et jusqu'à deux ans pour les entraîneurs des équipes.

## Statistiques
| Saison     | Équipe                     | Ligue      |       | Saison régulière | Saison régulière | Saison régulière | Saison régulière | Saison régulière |    | Séries éliminatoires | Séries éliminatoires | Séries éliminatoires | Séries éliminatoires | Séries éliminatoires |
| Saison     | Équipe                     | Ligue      | PJ    | B                | A                | Pts              | Pun              | PJ               | B  | A                    | Pts                  | Pun                  |                      |                      |
| 1984-1985  | Warriors de Moose Jaw      | LHOu       | 71    | 29               | 46               | 75               | 82               | -                | -  | -                    | -                    | -                    |                      |                      |
| 1985-1986  | Warriors de Moose Jaw      | LHOu       | 72    | 43               | 65               | 108              | 124              | 13               | 7  | 13                   | 20                   | 16                   |                      |                      |
| 1986-1987  | Warriors de Moose Jaw      | LHOu       | 66    | 61               | 68               | 129              | 110              | 9                | 7  | 9                    | 16                   | 34                   |                      |                      |
| 1987-1988  | Warriors de Moose Jaw      | LHOu       | 65    | 68               | 92               | 160              | 235              | -                | -  | -                    | -                    | -                    |                      |                      |
| 1987-1988  | Golden Eagles de Salt Lake | LIH        | 2     | 3                | 4                | 7                | 7                | 8                | 11 | 5                    | 16                   | 16                   |                      |                      |
| 1988-1989  | Golden Eagles de Salt Lake | LIH        | 40    | 37               | 37               | 74               | 81               | -                | -  | -                    | -                    | -                    |                      |                      |
| 1988-1989  | Flames de Calgary          | LNH        | 36    | 14               | 20               | 34               | 46               | 22               | 5  | 6                    | 11                   | 24                   |                      |                      |
| 1989-1990  | Flames de Calgary          | LNH        | 80    | 31               | 35               | 66               | 157              | 6                | 2  | 3                    | 5                    | 10                   |                      |                      |
| 1990-1991  | Flames de Calgary          | LNH        | 79    | 51               | 53               | 104              | 136              | 7                | 2  | 5                    | 7                    | 14                   |                      |                      |
| 1991-1992  | Flames de Calgary          | LNH        | 80    | 33               | 40               | 73               | 133              | -                | -  | -                    | -                    | -                    |                      |                      |
| 1992-1993  | Flames de Calgary          | LNH        | 83    | 34               | 66               | 100              | 88               | 6                | 5  | 7                    | 12                   | 27                   |                      |                      |
| 1993-1994  | Flames de Calgary          | LNH        | 83    | 40               | 45               | 85               | 186              | 7                | 6  | 4                    | 10                   | 5                    |                      |                      |
| 1994-1995  | Tappara                    | SM-liiga   | 10    | 8                | 9                | 17               | 22               | -                | -  | -                    | -                    | -                    |                      |                      |
| 1994-1995  | Flames de Calgary          | LNH        | 47    | 29               | 29               | 58               | 112              | 7                | 7  | 7                    | 14                   | 2                    |                      |                      |
| 1995-1996  | Flames de Calgary          | LNH        | 80    | 46               | 50               | 96               | 112              | 4                | 2  | 1                    | 3                    | 14                   |                      |                      |
| 1996-1997  | Flames de Calgary          | LNH        | 81    | 29               | 38               | 67               | 104              | -                | -  | -                    | -                    | -                    |                      |                      |
| 1997-1998  | Flames de Calgary          | LNH        | 82    | 27               | 51               | 78               | 197              | -                | -  | -                    | -                    | -                    |                      |                      |
| 1998-1999  | Flames de Calgary          | LNH        | 60    | 30               | 39               | 69               | 68               | -                | -  | -                    | -                    | -                    |                      |                      |
| 1998-1999  | Avalanche du Colorado      | LNH        | 15    | 10               | 14               | 24               | 18               | 18               | 5  | 12                   | 17                   | 20                   |                      |                      |
| 1999-2000  | Rangers de New York        | LNH        | 80    | 15               | 49               | 64               | 68               | -                | -  | -                    | -                    | -                    |                      |                      |
| 2000-2001  | Rangers de New York        | LNH        | 62    | 30               | 44               | 74               | 122              | -                | -  | -                    | -                    | -                    |                      |                      |
| 2001-2002  | Rangers de New York        | LNH        | 82    | 24               | 39               | 63               | 216              | -                | -  | -                    | -                    | -                    |                      |                      |
| 2002-2003  | Blackhawks de Chicago      | LNH        | 54    | 12               | 21               | 33               | 77               | -                | -  | -                    | -                    | -                    |                      |                      |
| 2004-2005  | Thunder de Horse Lake      | NPHL       | 7     | 4                | 10               | 14               | 28               | -                | -  | -                    | -                    | -                    |                      |                      |
| 2005-2006  | Belfast Giants             | EIHL       | 34    | 22               | 52               | 74               | 270              |                  |    |                      |                      |                      |                      |                      |
| Totaux LNH | Totaux LNH                 | Totaux LNH | 1 084 | 455              | 633              | 1 088            | 1 840            | 77               | 34 | 45                   | 79                   | 116                  |                      |                      |

## Carrière internationale
Fleury a évolué sous les couleurs du Canada lors des compétitions suivantes :
- 1988 : Championnats du monde junior  médaille d'or (capitaine)
- 1991 : Championnat du monde de hockey sur glace  médaille d'argent
- 1991 : Coupe Canada  médaille d'or
- 1996 : Coupe du monde de hockey
- 1998 : Jeux olympiques
- 2002 : Jeux olympiques  médaille d'or

## Récompenses
- Trophée plus-moins de la LNH : 1991 (partagé)
- Match des étoiles de la LNH : 1991, 1992, 1996, 1997, 1998, 1999, 2001
- Joueur de l'année de l'EIHL : 2005-2006

## Records
- Plus grand nombre de points pour un joueur des Flames de Calgary (830).
- Trois buts en infériorité numérique en un seul match de LNH (seul coup du chapeau en infériorité numérique jamais réussi).
- Plus grand ratio plus/moins en un match (+9) le 10 février 1993 contre les Sharks de San José.